# Мобеж
Мобеж (фр. Maubeuge) град је у Француској, у департману Север.
По подацима из 1999. године број становника у месту је био 33.546.

## Демографија
| 1962.  | 1968.  | 1975.  | 1982.  | 1990.  | 1999.  | 2011.  |
| ------ | ------ | ------ | ------ | ------ | ------ | ------ |
| 27.214 | 32.028 | 35.399 | 36.061 | 34.989 | 33.546 | 31.103 |

## Партнерски градови
- Ратинген
- Бамако
- Kayes
- Ouarzazate
- Biskra